# Artenacien

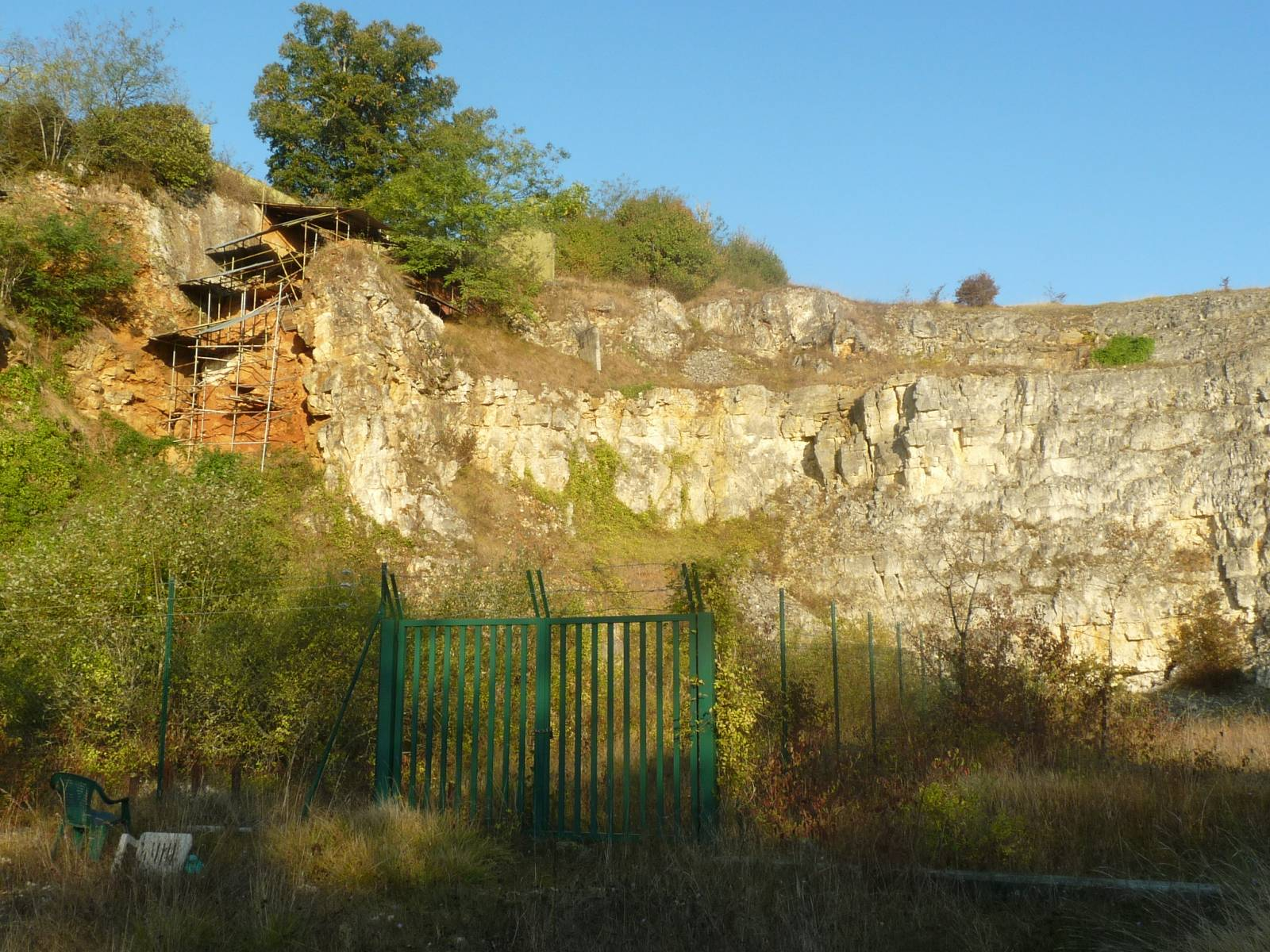
Site de la grotte d'Artenac.

L'Artenacien ou culture d'Artenac est une culture néolithique du 3e millénaire avant notre ère, présente sur une partie du centre-ouest et du sud-ouest de la France. Cette culture se caractérise notamment par son industrie lithique et sa céramique.
Identifiée au début des années 1960, elle tire son nom de la grotte d'Artenac, située dans la commune française de Saint-Mary (Charente), à environ 20 km au nord-est d'Angoulême.

## Archéologie
La culture d'Artenac est définie en 1962 par Claude Burnez et Gérard Bailloud à la suite de la fouille d'une grotte à usage funéraire proche du village d'Artenac, situé sur le cours de la Bonnieure, affluent de rive gauche de la Charente.
Les fouilles qui ont suivi permettent aujourd'hui une caractérisation plus précise de cette culture néolithique.
Après la découverte initiale, des occupations artenaciennes ont été mises au jour dans les départements de la Dordogne, du Lot (Beauregard), dans le Limousin et jusqu'aux abords du Massif armoricain. 
De possibles implantations au nord de cette aire géographique sont envisagées du fait des affinités culturelles visibles, par exemple, sur le site de Fort Harrouard (Eure-et-Loir). 

## Caractéristiques
L'Artenacien se développe au Néolithique final entre 2 800 et 2 500 av. J.-C. sur un vaste territoire allant de l'ouest de la France au nord de l'Espagne. 

### Habitats et sépultures
Les sites d'habitat artenaciens correspondent souvent à des sites naturels à caractère défensif (éperon barré) ou à des groupements de grandes maisons en bois (au moins 50 m de longueur) installées au milieu de vastes enclos. L'étude de ces habitats montre que leurs occupants pratiquaient l'élevage et la culture des céréales.
Les dépôts funéraires révèlent des rituels bien précis (amulettes crâniennes, mutilations, feux rituels).

### Relations avec la culture campaniforme
De récentes études archéologiques attestent de contacts avec la culture chalcolithique campaniforme, entre 2 500 et 2 200 av. J.-C. Cette culture a une aire d'expansion plus étendue (de la péninsule Ibérique aux îles Britanniques et à la Vistule), mais avec des lacunes. 
Ces premières populations de métallurgistes influencent la culture artenacienne, comme cela a été attesté sur le décor des céramiques. 
Chez les Arténaciens, l'usage du métal est exceptionnel, se limitant à l'utilisation de perles de cuivre importées auprès d'autres groupes méridionaux (culture des Treilles). Les Arténaciens n'ont probablement jamais travaillé le cuivre (ainsi que l'argent et l'or), et la transition de la culture artenacienne à l'âge du bronze ancien demeure méconnue.

## Productions matérielles

### Céramique
De même que la majorité des cultures néolithiques, l'Artenacien est en premier lieu défini par sa production céramique, composée de deux grandes catégories : 
- des vases à fond plat de forme tronconique, à pâte grossière, non décorés, s'inscrivant dans une tradition régionale issue du Néolithique récent (groupe des Matignons, groupe Seuil du Poitou[Note 1]) ;
- des vases à fond rond à pâte fine[6], parmi lesquels on trouve notamment des écuelles carénées et des assiettes, présentant fréquemment un décor caractéristique formé d'incisions de motifs triangulaires ou losangiques, pointillés ou hachurés, s'organisant en une bande horizontale.

Une caractéristique de la céramique artenacienne est l'anse en forme de nez (nasiforme). 

### Outils de pierre
L'industrie lithique artenacienne est caractérisée par la présence de pointes de flèche perçantes, aboutissant à la fin de la période à des formes complexes dites « à ailerons et pédoncule », de haches polies et de poignards en silex de bonne qualité. 
Cette industrie atteste des échanges importants existant entre les groupes humains à la fin du Néolithique, illustrés notamment par la circulation de lames de silex débitées dans la région du Grand-Pressigny (Indre-et-Loire).